# Philipp Georg Friedrich von Reck
Philipp Georg Friedrich von Reck (* 10. September 1710 in Springe bei Hannover; † 13. März 1798 in Barmstedt) war ein deutscher Adeliger und begleitete als königlich britischer Kommissar 1733 und 1734 den ersten Transport und 1735 und 1736 den dritten Transport von lutherischen Kolonisten, die sich in Ebenezer, Georgia niederließen. Er führte Reisetagebücher und hinterließ eine Skizzenmappe. Seine Zeichnungen sind bis heute für die Erforschung der Indianer Nordamerikas von Bedeutung. Von 1738 bis 1792 nahm er Aufgaben als höherer Beamter im Fürstentum Anhalt-Köthen, dem Herzogtum Sachsen-Weimar-Eisenach, der Landgrafschaft Hessen-Kassel und der Reichsgrafschaft Rantzau wahr.

## Familie
Philipp von Reck entstammte einem Goslarer Patriziergeschlecht, dem 1627 der Reichsadel verliehen worden war. Die wenig begüterte Familie stellte zahlreiche Beamte, Diplomaten und Geistliche. Recks Eltern waren Friedrich Wilhelm von Reck, Amtmann in Windhausen, und seine Ehefrau, Sophia Elisabeth geb. Kruse. Nach dem Tod seines Vaters lebte Reck bei seinem Onkel Johann von Reck in Regensburg. Reck heiratete vor 1756 Elisabeth Sophie von Griesheim.

## Reisen nach Georgia

### Der erste Emigrantentransport
Recks Onkel Johann von Reck hatte als Rat des britischen Königs und Gesandter des Herzogtums Sachsen-Lauenburg beim Reichstag in Regensburg beste Beziehungen zum britischen Hof. Zudem stand er in Verbindung mit dem Senior Samuel Urlsperger, Pfarrer an der St.-Anna-Kirche in Augsburg, der die Ansiedlung von Salzburger Emigranten in der britischen Kolonie Georgia aktiv förderte. Dank der Empfehlungen des Diplomaten erlangte der Neffe im Jahr 1733 eine Anstellung als königlich britischer Kommissar. In dieser Eigenschaft sollte er eine Gruppe Salzburger Emigranten in die Kolonie Georgia begleiten. Da die hinter dem Unternehmen stehende Society for Promoting Christian Knowledge Vorbehalte wegen der Unerfahrenheit Recks hatte, bestellte sie den Schweizer Jean Vat als zweiten, erfahreneren Kommissar. Letztendlich verzögerte sich aber Vats Abreise aus der Schweiz, so dass er nicht in der Lage war, sich Reck anzuschließen.
Am 31. Oktober 1733 verließen Reck und die Salzburger Augsburg. In Rotterdam trafen sie auf die von Professor Gotthilf August Francke, dem Leiter der Franckeschen Stiftungen in Halle (Saale), gesandten lutherischen Pfarrer Johann Martin Boltzius und Israel Christian Gronau, die sie auf der weiteren Reise über Dover nach Charleston und Savannah begleiten sollten.
Urlsperger schätzte Reck als intelligenten, gewandten und fähigen Mann ein. Daneben gefiel ihm Recks pietistisch beeinflusste Frömmigkeit. Mit dieser Einschätzung stand er nicht alleine. Auch die Treuhänder für den Aufbau der Kolonie Georgia (Trustees for Establishing the Colony of Georgia in America) und General James Oglethorpe, ihren Vertreter in Georgia, konnte Reck später mit seinem Auftreten beeindrucken. Obwohl auch er eine insgesamt positive Einschätzung Recks abgab, zweifelte lediglich James Lowther, der anglikanische Geistliche von Rotterdam, daran, dass Reck seiner Aufgabe gewachsen war.
Schon während der Atlantiküberquerung auf der Purrysburg zeigte sich, dass Lowthers Bedenken begründet waren. Als der Kapitän zu knapp bemessene Wasser- und Essensrationen an die Salzburger ausgab, schritt Reck, dessen Aufgabe es eigentlich war, sich um deren materielle Bedürfnisse zu kümmern, nicht ein. Vielmehr musste Boltzius gegenüber dem Kapitän die Interessen der Kolonisten durchsetzen. Boltzius´ Einmischung in Recks Aufgabenbereich führte zu einem dauerhaft angespannten Verhältnis zwischen den beiden.
Am 7. März 1734 erreichte das Segelschiff mit den Salzburgern Charleston. Wenige Tage später kamen die Siedler in Savannah an. General Oglethorpe zeigte Reck Mitte des Monats die Stelle, wo sich die Kolonisten niederlassen sollten. Reck hatte einen positiven Eindruck von der Lage und der Fruchtbarkeit der Lokation, wie aus der überschwänglichen Beschreibung in seinem Tagebuch hervorgeht. Er beaufsichtigte noch die ersten Arbeiten zum Aufbau der Siedlung Ebenezer, verließ die Kolonie aber am 13. Mai 1734, um über Boston nach Großbritannien zurückzukehren.

### Anerkennung
Nach seiner Rückkehr stellte Reck seine Tagebücher Urlsperger und der Society for Promoting Christian Knowledge zur Verfügung, die sich von Recks euphorischen Schilderungen davon überzeugen ließen, dass er für seine Aufgabe qualifiziert war. Reck stellte sich für die Begleitung weiterer Emigrantentransporte zur Verfügung.
General Oglethorpe, der sich zur gleichen Zeit in London aufhielt, sorgte dafür, dass Reck dem britischen König George II. vorgestellt wurde. Damit erreichte er den Höhepunkt seines Ansehens.

### Kompetenzüberschreitung
Um weitere Kolonisten anzuwerben, begab sich Reck nach Deutschland und hielt sich im Oktober 1734 in Herrnhut auf, wo er Graf Nikolaus Ludwig von Zinzendorf trat. Reck war von dem Grafen und der von ihm ins Leben gerufenen Herrnhuter Brüdergemeine beeindruckt und versprach, Herrnhuter nach Georgia zu bringen. Damit griff er in die Kompetenz der Treuhänder ein, die ausschließlich Salzburger Glaubensflüchtlinge als Kolonisten akzeptieren wollten. Auch war ihm entgangen, dass einer der wichtigsten Förderer des Ansiedlungsprojektes, Professor Francke in Halle, erhebliche Vorbehalte gegenüber den Herrnhutern hatte. Recks Rechtfertigungsversuche konnten die Situation nicht verbessern. Die allseitige Verärgerung war so groß, dass Reck beim zweiten Transport nicht berücksichtigt wurde. Im November 1734 trat eine kleine Gruppe Salzburger Kolonisten ihre Reise nach Georgia unter der Leitung des Kommissars Jean Vat an.

### Der dritte Emigrantentransport
Die meisten Salzburger Emigranten der Jahre 1731/1732 hatten sich mittlerweile in Preußen oder dem Reich etabliert. Daher waren die engen Vorgaben der Treuhänder nicht mehr umzusetzen. Reck hatte aus seinem Fehler gelernt und stellte in Abstimmung mit seinen Auftraggebern einen dritten Emigrantentransport von 150 Personen zusammen, dem nur noch wenige Salzburger angehörten. Hinzu kamen lutherische Glaubensflüchtlinge aus der Habsburgermonarchie und Ausreisewillige deutscher Provenienz. Am 28. August 1735 brachen die Kolonisten unter der Leitung des Kommissars Philipp von Reck, den sein jüngerer Bruder Ernst Ludwig von Reck begleitete, in Regensburg auf und setzten von Rotterdam nach Harwich über. Mit der London Merchant, auf der auch noch Angehörige anderer Nationen reisten, erreichte Recks Transport am 16. Februar 1736 Savannah.

### Ansehensverlust
General Oglethorpes Begeisterung über die von Reck geführten Kolonisten legte sich schnell. Reck bestand auf einer Ansiedlung in Ebenezer und verweigerte die von Oglethorpe geplante Niederlassung in Fort Frederica.
Reck sah ein, dass seine positive Einschätzung der Lage Ebenezers falsch gewesen war und schloss sich der Forderung des Pfarrers Boltzius nach einer Verlagerung der Stadt an einen klimatisch günstigeren Ort mit gutem Ackerboden an. Obwohl Oglethorpe dem Ansinnen letztendlich nachgab und New Ebenezer gegründet werden konnte, sank Reck durch diese Intervention in der Gunst Oglethorpes. Nach der Einreichung zahlreicher weiterer Petitionen war er ihm am Ende nur noch lästig. Nebenbei verwickelte sich Reck in Streitereien mit dem auch von Boltzius als schwierig geschilderten Kommissar Vat, der sich zwischenzeitlich als Lagerhalter in Ebenezer betätigte. Boltzius spielte die beiden ungeliebten Kommissare geschickt gegeneinander aus. Der Streit eskalierte, als Reck während Vats Abwesenheit das Lagerhaus aufbrach um Waren zu verteilen. Vat trat daraufhin von seinem Amt zurück.
Nicht nur bei Oglethorpe, auch bei den Salzburgern verspielte Reck jedes Ansehen. Er hatte von den Treuhändern im Oktober 1735 ein in Georgia gelegenes Herrengut von 500 Acres geschenkt bekommen. Darüber hinaus bezog er sein festes Gehalt von den Treuhändern. Dennoch wollte er sich seine Leistungen während der Begleitung des ersten und des dritten Transportes dadurch vergelten lassen, dass die Salzburger ohne Entgelt auf seinen Feldern arbeiteten. Darüber hinaus vertrieb er ein Salzburger Ehepaar, das von einer Indianerin Honig kaufen wollte mit dem Degen, als es ihm nicht den Vortritt beim Kauf der Ware lassen wollte.
Nachrichten über Recks Verhalten erreichten über Oglethorpe und Boltzius auch London. Der Treuhänder Benjamin Martyn empfahl, Reck wegen seiner Unstetigkeit aus dem Umfeld der Salzburger zu entfernen und andernorts anzusiedeln.
Schwer erkrankt, wurden Reck und sein Bruder durch den anglikanischen Prediger John Wesley in Savannah gepflegt. Am 12. Oktober 1736 waren beide soweit genesen, dass sie nach ihrer Demission diskreditiert und desillusioniert über Charleston die Rückreise antreten konnten. Nach einem kurzen Aufenthalt in London, wo der Empfang sehr formell war, kehrte Reck nach Deutschland zurück.

## Zurück in Deutschland
Reck war klar, dass er auf die Fortsetzung seiner Laufbahn im britischen Kolonialdienst nicht hoffen konnte. Aber die Verbindungen der am britischen Hof durch den ehemaligen Hofprediger Friedrich Michael Ziegenhagen einflussreich vertretenen Society for Promoting Christian Knowledge reichten sogar über die Landesgrenzen. So äußerte Samuel Berein, ein Vertrauter Ziegenhagens, in einem an Professor Francke in Halle gerichteten Brief Zweifel an der Integrität Recks.
Im September 1729 hatte sich Reck an der Universität Helmstedt für das Studium der Rechte eingeschrieben. Wie lange er dort studiert hatte, ist nicht bekannt. Mit Blick auf die nunmehr vorgesehene Karriere im Dienst eines deutschen Staates, setzte er das Studium im Februar 1738 an der Universität Halle fort.
Als Ziegenhagen erfuhr, dass sich Reck um eine Stelle als Hofmeister bemühte, bezweifelte er gegenüber Francke eine Besserung von Recks Verhalten und drückte Bedenken bezüglich seiner Eignung für eine derartige Aufgabe aus. Dennoch konnte Reck noch im gleichen Jahr die Stellung eines Kammerjunkers und Hofmeisters der Prinzen zu Anhalt-Köthen antreten. Im Jahr 1748 wurde er wirklicher Regierungsrat des Herzogtums Sachsen-Weimar-Eisenach. Drei Jahre später zum Hofrat befördert, schied er 1756 aus dem Dienst aus. Im Folgejahr wurde Reck Regierungsrat für Steuersachen in der Landgrafschaft Hessen-Kassel. Infolge des Einmarsches französischer Truppen während des Siebenjährigen Kriegs erhielt er 1761 seine Entlassung. Zwei Jahre später wurde er Amtsverwalter und Hausvogt in der Freien Reichsgrafschaft Rantzau, die dem König von Dänemark unterstand. In Barmstedt, dem Zentrum der Reichsgrafschaft, wurde er zugleich Kirchspielvogt. Obwohl Reck bereits Jahre zuvor um seine Entlassung ersucht hatte, wurde er erst im März 1792 in den Ruhestand versetzt. In den letzten beiden Jahrzehnten seines Lebens betätigte er sich schriftstellerisch.

## Chronist und Zeichner
Reck beobachtete die Natur mit Idealismus und Neugier. Auf seinen Seereisen betrachtete er aufmerksam den Ozean und registrierte seine Phänomene. Daneben fanden auch Meereslebewesen seine Aufmerksamkeit. Seine Wahrnehmungen hielt er in Tagebuchform fest. Auch die Kolonie Georgia sah Reck nicht ausschließlich als Siedlungsland. Neben Flora und Fauna interessierte ihn vor allem die indigene Bevölkerung. Schon zu Beginn seines ersten Aufenthalts in Savannah besuchte er Tomochichi, den Häuptling der Yamacraw. Später suchte er auch den in unmittelbarer Nachbarschaft der Salzburger Kolonisten ansässigen Stamm der Yuchi auf und hatte Kontakt zu den Chickasaw. Das von Urlsperger veröffentlichte Tagebuch der zweiten Reise Recks enthält eine ausführliche Beschreibung der Indianer und ihrer Lebensweise.
Reck war aber auch ein talentierter Zeichner. Eine Mappe mit über 50 teils kolorierten Darstellungen, die er von seiner zweiten Reise nach Europa brachte, ist erhalten und befindet sich heute in der Dänischen Königlichen Bibliothek in Kopenhagen. Eine Veröffentlichung erfolgte erst 1990. Zeichnungen von Indianern, Tieren und Pflanzen vermitteln ein sehr gutes Bild Georgias zu Beginn der Kolonialisierung. Eine Zeichnung von der Erbauung New Ebenezers vom Februar oder März 1736 ist die einzige erhaltene Szene des Lebens in der Salzburger Gemeinde.
Nicht alle Darstellungen sind von der gleichen Qualität. Einige scheinen von professionellen Zeichnern zu stammen und zeigen tropische Flora und Fauna, die es in Georgia nicht gab. Möglicherweise stammen diese Illustrationen nicht von Reck und wurde von ihm lediglich gesammelt. Dadurch wird der kulturhistorische Wert der eindeutig Reck zuzuschreibenden Skizzen des kolonialen Georgias jedoch nicht gemindert. Insbesondere im Zusammenhang mit der Erforschung der Sitten und Gebräuche der Ureinwohner Amerikas werden sie bis heute genutzt.

## Schriften
- The Society for Promoting Christian Knowledge: An Extract of the Journals of Mr. Commissary Von Reck, Who Conducted the First Transport of Saltzburgers to Georgia, And of the Reverend Mr. Bolzius, One of their Ministers, Giving Account of their Voyage to, and happy settlement in that Province. M. Downing in Bartholomew-Close, London 1734 (books.google.de).
- Philipp Georg Friedrich von Reck: Kurz gefasste Nachricht von dem Etablissement derer Salzburgischen Emigranten zu Ebenezer, in der Provinz Georgien in Nord-America. Wie solche auf Verlangen von dem Herrn Regierungsrath von Reck zu Ranzau mitgetheilet worden. Friedrich Christian Ritter, Hamburg 1777 (books.google.de).
- Philipp Georg Friedrich von Reck (Hrsg.): Dr. Martin Luthers Predigten über alle Sonn-Festtagsevangelien durch das ganze Jahr. 2 Bände. Altona 1792/1793.[46][47] [bibliothekarisch nicht nachgewiesen].

## Zeichnungen
- Kristian Hvidt (Hrsg.): Von Reck’s voyage. Drawings and journal of Philip Georg Friedrich von Reck. Beehive Press, Savannah 1990, ISBN 0-88322-002-4.